# Rouvres-Saint-Jean
Rouvres-Saint-Jean é uma comuna francesa na região administrativa do Centro, no departamento Loiret. Estende-se por uma área de 10,16 km². Em 2010 a comuna tinha 299 habitantes (densidade: 29,4 hab./km²).